# Maria Boguszewska (lekarka)
Maria Regina Boguszewska z domu Kamieńska (ur. 26 maja 1902 w Warszawie, zm. 4 grudnia 1969 tamże) – polska lekarka i działaczka polityczna, wieloletnia pracownica Państwowego Zakładu Higieny, radna rad narodowych różnego stopnia. 

## Życiorys
Urodziła się i wychowała w Warszawie. Po ukończeniu Gimnazjum Żeńskiego Leonii Rudzkiej przy Zielnej 13 podjęła w 1921 studia na Wydziale Medycyny Uniwersytetu Warszawskiego. W czasie studiów związana z lewicą, należała do Związku Młodzieży Postępowej Niepodległościowej, Związku Młodzieży Socjalistycznej, Związku Niezależnej Młodzieży Socjalistycznej „Życie”, Stowarzyszenia Wolnomyślicieli Polskich oraz Koła Przyjaciół MOPR. W 1928 ukończyła studia, rozpoczynając pracę w klinice chorób wewnętrznych w Warszawie. Od 1931 była pracownikiem Państwowego Zakładu Higieny w Warszawie. Zaangażowała się również w pracę naukowo-badawczą – badała zanieczyszczenia powietrza, a także działanie czterotlenku ołowiu i tlenku węgla na organizm ludzki. Uczestniczyła w międzynarodowych kongresach poświęconych medycynie pracy. 
W 1934 wraz z poślubionym w 1931 mężem Janem Boguszewskim, komunistą i pracownikiem Banku Gospodarstwa Krajowego, zamieszkała w Komorowie, skąd dojeżdżała do pracy. W latach 1939–1941 była lekarzem sanitarnym w III ośrodku zdrowia dla miasta Warszawy, następnie wróciła do pracy w Państwowym Zakładzie Higieny. 
W latach 1944–1945 objęła opieką przebywających w powiecie pruszkowskim wypędzonych mieszkańców Warszawy. W 1945 została również lekarzem w szkole podstawowej w Komorowie, podjęła też pracę w administracji wojewódzkiej jako inspektor lekarski. W 1945 przystąpiła do Stronnictwa Demokratycznego, z jego rekomendacji pracowała w sołectwie w Komorowie, była także radną Miejskiej Rady Narodowej w Pruszkowie. W 1947 rozpoczęła pracę w Ministerstwie Pracy i Opieki Społecznej w Warszawie, gdzie założyła koło SD. Zasiadała w Radzie Naczelnej stronnictwa (1947–1949), była kandydatką SD do objęcia mandatu posłanki w okręgu Pruszków w wyborach w 1947. 22 lipca 1951 została odznaczona Złotym Krzyżem Zasługi za wybitną działalność naukową w dziedzinie medycyny. Od 1953 działała w Stołecznym Komitecie SD, z rekomendacji Stronnictwa objęła mandat radnej Warszawskiej Wojewódzkiej Rady Narodowej (WWRN). Była działaczką Ligi Kobiet, Polskiego Towarzystwa Higienicznego oraz Polskiego Towarzystwa Medycyny Pracy. 
Opublikowała m.in. „Chroniczne zatrucie tlenkiem węgla” (Warszawa 1936), „Niebezpieczeństwo przewlekłego działania tlenku węgla” (Warszawa 1936), „Higiena pracy w ZSRR” (Warszawa 1949), „Niektóre zagadnienia fizjologii i higieny pracy” (Warszawa 1973), „Vademecum higieny pracy i medycyny przemysłowej” (Warszawa 1972, wyd. drugie, wraz z Feliksem Sekurackim). Stała na czele Katedry i Zakładu Medycyny Pracy w Studium Doskonalenia Lekarzy w Akademii Medycznej w Warszawie. 
Pod koniec życia zamieszkała przy ul. Chocimskiej w Warszawie. Chorowała na serce, zmarła w miejscu pracy (PZH) w grudniu 1969. 
Miała dwie siostry i trzech braci. Zamężna z Janem Boguszewskim, wychowywali córkę Żywię (Boguszewską-Kaczmarek). Pochowana na Cmentarzu Wojskowym na Powązkach.